# Харт, Кристофер (артист)
Кристофер Харт (род. 22 февраля 1961) — канадский актёр и фокусник, чьи роли включают Вещь, бестелесную руку, в фильмах 1991, 1993 и 1998 годов «Семейка Аддамс», «Семейные ценности Аддамсов» и «Воссоединение семейки Аддамс» .

## Ранние годы
Кристофер Харт родился в Нанаймо, Британская Колумбия, в семье англичанки и канадца. Вырос в Лос-Анджелесе, где получил образование в католической школе.
В возрасте восьми лет заинтересовался, обнаружив в местной библиотеке книгу с описаниями фокусов. Именно в это же время в эфир вышел телесериал «Волшебник» с Биллом Биксби в главной роли, который ещё больше подогрел его страсть к магии. 

## Карьера
В шестнадцать, после прослушивания и собеседования, Харт был принят в элитную программу для юниоров Magic Castle. Подростком он подрабатывал могильщиком на кладбище и получил прозвище Ларч из-за своего высокого долговязого телосложения. Вскоре поняв, что это бесперспективная работа, Харт устроился демонстрировать трюки в «Голливуд Мэджик», крупнейшем магическом магазине Западного побережья. 
Работа в Голливуде дала Харту возможность встретиться и выступить перед такими артистами, как Майкл Джексон, Джонни Карсон, Мухаммед Али и Гарри Андерсон. По мере того, как репутация Харта росла, он вскоре привлёк внимание Дэвида Копперфильда, у которого Харт сначала работал в качестве Magic Roadie. Впечатлённый знаниями и опытом Харта в области магии, Копперфильд продолжал использовать его ещё в нескольких живых и телешоу, в том числе в специальном выпуске «Великая китайская стена». 
Его магия ловкости рук была показана в рекламных роликах по национальному телевидению McDonald’s, Honda и RCA. Он дважды был удостоен звания «Фокусник года» от журнала Magic Castle в Голливуде, а принцесса Монако Стефани лично вручила ему главный приз на Гран-при Magique, проходившем в Монте-Карло. 
В настоящее время Харт выступает в телевизионной программе Magic Stars в Golden Cabaret в отеле Horizon Casino Resort на озере Тахо, штат Невада. 
Харт появился в телепередачах «По-правде говоря» в 2018 году и «Я вижу твой голос» в 2022 году.

## Фильмография
| Год     | Заголовок                         | Роль                 | Ноты                                       |
| ------- | --------------------------------- | -------------------- | ------------------------------------------ |
| 1989 г. | Коломбо отправляется на гильотину | фокусник на кладбище |                                            |
| 1991 г. | Семейка Аддамс                    | Вещь                 |                                            |
| 1993 г. | Семейные ценности Аддамс          | Вещь                 |                                            |
| 1997 г. | Автострада                        | Левша                | телефильм                                  |
| 1998 г. | Одна рука, левая                  |                      | короткометражный                           |
| 1998 г. | Воссоединение семейки Аддамс      | Вещь                 | телефильм                                  |
| 1999 г. | Рука-убийца                       | Рука                 |                                            |
| 1999 г. | Ангел                             | Руки                 | эпизод: «Я разваливаюсь на части» 1 сезона |